# Бубје
Бубје (фр. Boubiers) насеље је и општина у североисточној Француској у региону Пикардија, у департману Оаза која припада префектури Бове.
По подацима из 2011. године у општини је живело 432 становника, а густина насељености је износила 41,74 становника/km². Општина се простире на површини од 10,35 km². Налази се на средњој надморској висини од 122 метара (максималној 136 m, а минималној 82 m).

## Демографија
| 1962. | 1968. | 1975. | 1982. | 1990. | 1999. | 2011. |
| ----- | ----- | ----- | ----- | ----- | ----- | ----- |
| 276   | 291   | 252   | 255   | 320   | 370   | 432   |

График промене броја становника у току последњих година